# Tetraéder

A tetraéder

A tetraéder egy négy háromszöglappal határolt poliéder. Az egyetlen konvex három dimenziós poliéder, aminek négy lapja van. Azonban többnyire szabályos tetraéderre gondolnak, amikor tetraéderről esik szó. A tetraédert nevezik három dimenziós szimplexnek, vagy háromszög alapú gúlának.
Általános értelemben a tetraéder háromszög alapú gúla. Egyik háromszög lapját alaplapnak, a többi háromszög lapot a palást részének tekintik. Mivel a legkisebb lap- és csúcsszámú poliéder, ezért szimplexnek nevezik. A háromszög térbeli megfelelőjének tekinthető; a háromszög 2 dimenziós szimplex.
A következők az általános értelemben vett tetraéderre vonatkoznak:
- Minden tetraédernek van beírt és körülírt gömbje.
- Súlypontja a csúcsokat és a szemközti háromszöglap súlypontját összekötő egyenesen van, és ennek a tetraéderbe eső szakaszát 3:1 arányban osztja.
- Négy csúcsának konvex burka.

{\displaystyle \mathbb {R} ^{3}}-ben a tetraéder megadható egy csúcsával, és három vektorral, amelyek másik végpontja a másik három csúcsba mutat. Ha ezeket a vektorokat {\displaystyle {\vec {a}},{\vec {b}},{\vec {c}}} jelöli, akkor a tetraéder térfogata:
{\displaystyle \textstyle V={\frac {1}{6}}\left|\det \left[{\begin{smallmatrix}{\vec {a}}\\{\vec {b}}\\{\vec {c}}\end{smallmatrix}}\right]\right|={\frac {1}{6}}\left|({\vec {a}}\times {\vec {b}})\cdot {\vec {c}}\,\right|}
A tetraédernek 4 csúcsa, 4 lapja és 6 éle van. Ha megadjuk egyik oldalát három független adatával, és megadjuk a maradék három él hosszát, akkor a tetraéder már egyértelműen adva van, tehát hat független adatból meghatározható.
A továbbiakban, ha mást nem írunk, a szabályos tetraéderről lesz szó.

## Matematikai összefüggések

Az ABCD tetraéder és körülírt gömbje

| Az a élhosszú szabályos tetraéder méretei | Az a élhosszú szabályos tetraéder méretei                           | Az a élhosszú szabályos tetraéder méretei |
| ----------------------------------------- | ------------------------------------------------------------------- | ----------------------------------------- |
| Térfogat ≈ 0,12 a³                        | {\displaystyle V={\frac {a^{3}}{12}}{\sqrt {2}}}                    |                                           |
| Felszín ≈ 1,73 a²                         | {\displaystyle A_{O}=a^{2}{\sqrt {3}}\,=V\,'(\rho )}                |                                           |
| A körülírt gömb sugara ≈ 0,61 a           | {\displaystyle R={\frac {a}{4}}{\sqrt {6}}=3\,\rho }                |                                           |
| Éleit érintő gömb sugara ≈ 0,35 a         | {\displaystyle r={\frac {a}{4}}{\sqrt {2}}}                         |                                           |
| Beírt gömb sugara ≈ 0,2 a                 | {\displaystyle \rho ={\frac {a}{12}}{\sqrt {6}}}                    |                                           |
| Magasságagúlaként ≈ 0,82 a                | {\displaystyle k=\,{\frac {a}{3}}{\sqrt {6}}=\rho +R}               |                                           |
| VTérfogat körülírt gömb sugara            | {\displaystyle {\frac {V}{V_{UK}}}=\,{\frac {2}{9\pi }}{\sqrt {3}}} |                                           |
| Lapszög ≈ 70° 31' 44"                     | {\displaystyle \cos \,\alpha ={\frac {1}{3}}}                       |                                           |
| Lap-élszög ≈ 54° 44' 8"                   | {\displaystyle \operatorname {tg} \,\beta ={\sqrt {2}}}             |                                           |
| Csúcsszög ≈ 0,1755 π                      | {\displaystyle \cos \,\Omega ={\frac {23}{27}}}                     |                                           |
| Tetraéderszög ≈ 109° 28' 16"              | {\displaystyle \cos \,\tau =-{\frac {1}{3}}}                        |                                           |

### Az általános értelemben vett tetraéder térfogata
Az általános értelemben vett tetraéder térfogata a gúlák képletével számítható:
{\displaystyle V={\frac {1}{3}}A_{0}\,m\,}
ahol A0 az alap, és m a hozzá tartozó magasság. Alapnak bármely lap választható, így egy tetraéder lapjainak területe és a hozzá tartozó magasság fordítottan arányos.
Ha a tetraéder csúcsainak koordinátái adottak:
a = (a1, a2, a3),
b = (b1, b2, b3),
c = (c1, c2, c3) és
d = (d1, d2, d3),
akkor térfogata:
(1/6)·||(a − d, b − d, c − d)|,
vagy a csúcspárok bármely kombinációja, amelyek egyszeresen összefüggő gráfot alkotnak. Ez átírható vegyes szorzatra:
{\displaystyle V={\frac {|(\mathbf {a} -\mathbf {d} )\cdot ((\mathbf {b} -\mathbf {d} )\times (\mathbf {c} -\mathbf {d} ))|}{6}}.}
Ha a d csúcsot a nullába toljuk:
d = 0, így
{\displaystyle V={\frac {|\mathbf {a} \cdot (\mathbf {b} \times \mathbf {c} )|}{6}},}
ahol a, b, és c egy csúcsban összefutó élek, és a · (b × c) a vegyes szorzat. Összevetve a paralelepipedon térfogatképletével kapjuk, hogy a tetraéder térfogata hatoda annak a paralelepipedon térfogatának, amit ugyanaz a három él feszít ki.
A vegyes szorzat ábrázolható ezzel a determinánssal:
{\displaystyle 6\cdot V={\begin{vmatrix}\mathbf {a} &\mathbf {b} &\mathbf {c} \end{vmatrix}}}{
{\displaystyle 6\cdot V={\begin{vmatrix}\mathbf {a} \\\mathbf {b} \\\mathbf {c} \end{vmatrix}}}
ahol
{\displaystyle \mathbf {a} =(a_{1},a_{2},a_{3})\,} és a többi egységesen sor- vagy oszlopvektor.
Így
{\displaystyle 36\cdot V^{2}={\begin{vmatrix}\mathbf {a^{2}} &\mathbf {a} \cdot \mathbf {b} &\mathbf {a} \cdot \mathbf {c} \\\mathbf {a} \cdot \mathbf {b} &\mathbf {b^{2}} &\mathbf {b} \cdot \mathbf {c} \\\mathbf {a} \cdot \mathbf {c} &\mathbf {b} \cdot \mathbf {c} &\mathbf {c^{2}} \end{vmatrix}}}
ahol
{\displaystyle \mathbf {a} \cdot \mathbf {b} =ab\cos {\gamma }}
és így tovább, amivel
{\displaystyle V={\frac {abc}{6}}{\sqrt {1+2\cos {\alpha }\cos {\beta }\cos {\gamma }-\cos ^{2}{\alpha }-\cos ^{2}{\beta }-\cos ^{2}{\gamma }}},\,}
ahol α, β, γ a d csúcs körüli síkszögek. Az α, a d csúcsot a b-vel és a c-vel összekötő élek közrezárt szöge. A β az a-ba és a c-be futó élek közötti szög, míg γ az a-ba és a b-be menő élek szöge.
A csúcsok közötti távolságok ismeretében a térfogat a Cayley–Menger-determinánssal számítható:
{\displaystyle 288\cdot V^{2}={\begin{vmatrix}0&1&1&1&1\\1&0&d_{12}^{2}&d_{13}^{2}&d_{14}^{2}\\1&d_{12}^{2}&0&d_{23}^{2}&d_{24}^{2}\\1&d_{13}^{2}&d_{23}^{2}&0&d_{34}^{2}\\1&d_{14}^{2}&d_{24}^{2}&d_{34}^{2}&0\end{vmatrix}}}
ahol az {\displaystyle i,\,j\in \{1,\,2,\,3,\,4\}} indexek rendre az {a, b, c, d} csúcsoknak felelnek meg, és {\displaystyle \scriptstyle d_{ij}} az egyes csúcsok közötti élek hossza. A negatív térfogat azt jelzi, hogy az adott élhosszakkal nem építhető tetraéder. Ez a képlet Tartaglia képlete néven ismert, amit azonban a festő Piero della Francesca fedezett fel a 15. században a Hérón-képlet analogonjaként.
Jelölje a tetraéder éleit U, V, W, u, v, w úgy, hogy U, V, W alkot egy háromszöget, és u, v, w rendre a nagybetűs megfelelőikkel szemközti élek. Ekkor:
{\displaystyle {\text{V}}={\frac {\sqrt {\,(-a+b+c+d)\,(a-b+c+d)\,(a+b-c+d)\,(a+b+c-d)}}{192\,u\,v\,w}}}
ahol
{\displaystyle {\begin{aligned}a&={\sqrt {xYZ}}\\b&={\sqrt {yZX}}\\c&={\sqrt {zXY}}\\d&={\sqrt {xyz}}\\X&=(w-U+v)\,(U+v+w)\\x&=(U-v+w)\,(v-w+U)\\Y&=(u-V+w)\,(V+w+u)\\y&=(V-w+u)\,(w-u+V)\\Z&=(v-W+u)\,(W+u+v)\\z&=(W-u+v)\,(u-v+W).\end{aligned}}}
A hiperbolikus és a gömbi térben adott tetraéderek térfogatát térszögeik határozzák meg. Az összefüggést a Murakami–Yano formula adja meg. Mivel az euklideszi geometriában a tetraédert csak hasonlóság erejéig határozzák meg a szögei, ezért a formula nem alkalmazható az euklideszi térben.

## Szimmetriái

A szabályos tetraéder szimmetriatengelyei és síkjai

Nagyfokú szimmetriája miatt a szabályos tetraéder a szabályos poliéderek egyike. Van neki:
- Négy háromfogású szimmetriatengelye a csúcsokon és a szemben fekvő lapok középpontjain át
- Három négyfogású, így három kétfogású forgástengelye a szemben fekvő élpárok középpontjain át
- Hat szimmetriasíkja, ami az egyik szemben fekvő élpár egyik egyenesét tartalmazza, és a másikra merőleges.

Az egyetlen szabályos test, ami nem középpontosan szimmetrikus.
Összesen a tetraédernek 24 szimmetriája van. Ez a tetraédercsoport, ami izomorf az S4 szimmetrikus csoporttal, ahogy a csúcsokon vagy a lapokon végzett hatás mutatja. Más jelöléssel Schoenflies szerint Td, és Hermann-Mauguin szerint 43m. Az oktaédercsoport (kockacsoport) részcsoportja.
Részletesebben, a tetraédercsoport forgatásokra és forgatva tükrözésekre osztható. Az előbbiek hatásuk szerint éppen a páros, az utóbbiak éppen a páratlan permutációknak felelnek meg. A forgatások egyike az identitás, de ide tartozik 8 120 fokos és 3 180 fokos forgatás. Ezek konjugáltosztályok is. Néha csak a tetraéder forgatásait tekintik tetraédercsoportnak. A forgatva tükrözések közül 6 tisztán tükrözésként leírható, a többiek egy 90 fokos forgatás egy élpár felezőpontjain átmenő egyenesre, és egy erre merőleges síkra síkra tükrözés szorzataként állnak elő.

## Descartes-koordináták
A következők egy origó középpontú, 2 élhosszú szabályos tetraédert adnak meg:
(±1, 0, −1/√2)
(0, ±1, 1/√2)
Egy másik megadási mód a kockába írt tetraédert használja, ahol a kocka élhossza 2, a tetraédereké {\displaystyle 2{\sqrt {2}}}.
Egyik tetraéder: (1,1,1), (1,−1,−1), (−1,1,−1), (−1,−1,1).
Másik tetraéder: (−1,−1,−1), (−1,1,1), (1,−1,1), (1,1,−1).
A pár együtt egy csillagtetraédert ad ki. Ha a csúcsokat rendezetlenül egyesítjük, akkor visszakapjuk a kocka csúcsait.

## Mértani arányok

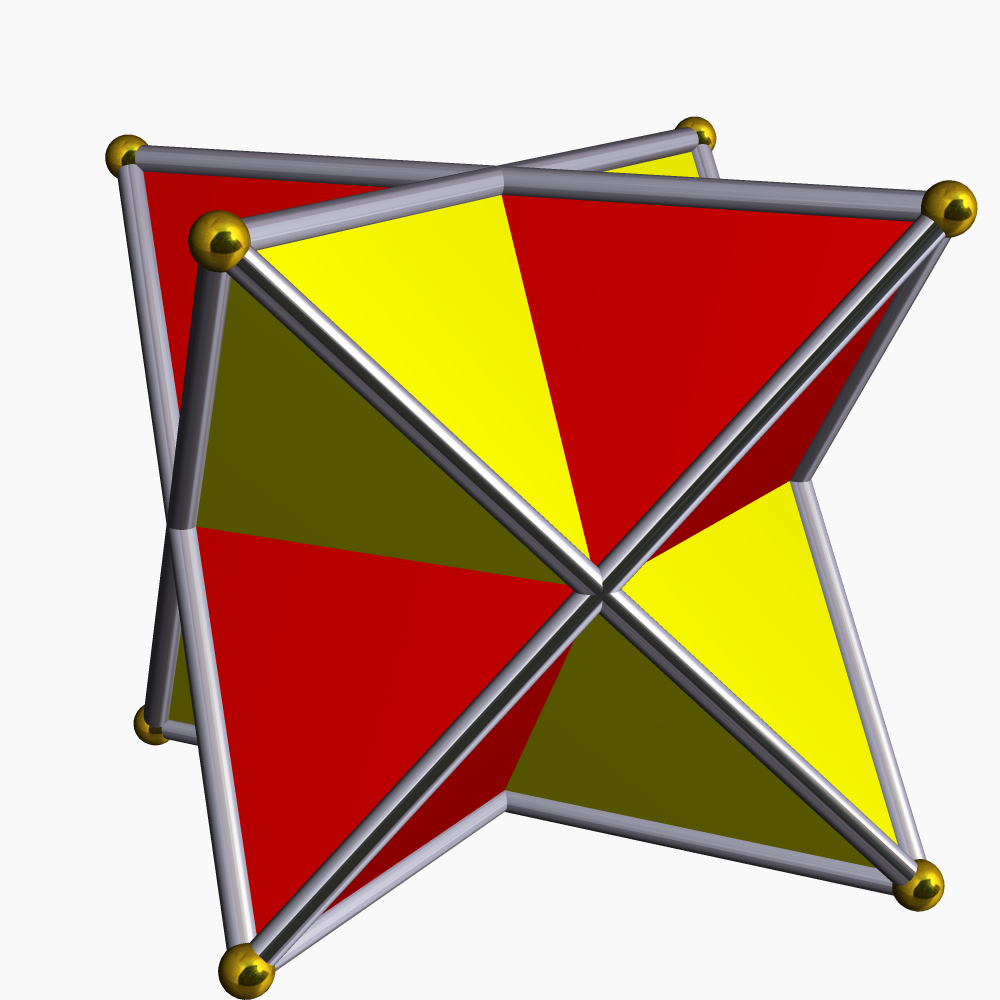
Csillagtetraéder

A szabályos tetraéder két szomszédos lapja által közrezárt szög (α) 70,53° (két tizedesjegyre kerekítve). Az élek a szemben fekvő lappal 54,74°-ot zárnak be (β). A tetraéder középpontja és két csúcsa közötti szakaszok szöge (τ) {\displaystyle \textstyle \,\arccos {(-1/3)}}, ami körülbelül 109,47°. Ezt nevezik tetraéderszögnek, és fontos szerephez jut a kémiában a molekulák alakjának meghatározásában. Az egyik szimmetriasík menti keresztmetszetet vizsgálva a szögek pontos mérete is megadható, mivel innen kiszámíthatók a következők: {\displaystyle \textstyle \cos \alpha ={\frac {1}{3}};\quad \operatorname {tg} \beta ={\sqrt {2}};\quad \cos \tau =-{\frac {1}{3}}.}
- A tetraédernek van négyzet alakú keresztmetszete. A metszősík ekkor két egybevágó részre osztja a tetraédert.
- Az egyik lappal párhuzamosan metszve egyenlő oldalú háromszög lesz a keresztmetszet.
- Két szemközti éllel párhuzamos sík téglalapot ad keresztmetszetül. Ha ez a sík éppen felezi a többi élt, akkor a keresztmetszet négyzet. A négyzet élhossza fele a tetraéderének.

A szabályos tetraéder egyedülálló a platóni testek között abban, hogy minden csúcsai egyenlő távolságra van a többi csúcsától. Abban is egyedülálló, hogy nincsenek párhuzamos oldalai.

### Az általános értelemben vett tetraéder tulajdonságai
Az általános értelemben vett tetraéder szemben fekvő élei kitérő egyeneseken fekszenek. Az élek távolságát ezeknek az egyeneseknek a távolsága adja meg.
Ha a és b − c a tetraéder szemben levő élei, akkor távolságuk
{\displaystyle d=|\mathbf {n} \cdot (\mathbf {c} -\mathbf {a} )|}
másként
{\displaystyle V={\frac {d|(\mathbf {a} \times \mathbf {(b-c)} )|}{6}}.}
A tetraéder sok tulajdonsága megfelel a háromszögének. Minden tetraédernek van beírt, körülírt, és hozzáírt gömbje, és ezek középpontjai is meghatározhatók. Középsíkjai tetraédert határoznak meg, és ennek körülírt gömbje megfelel a kilencpontos körnek, ami azonban nem megy át a magasságok talppontjain. Ezzel szemben az általános tetraédernek nincs magasságpontja. A magasságpontos tetraéderek egy fontos speciális esetet alkotnak.
A Monge-pont azoknak a síkoknak a metszete, amelyek merőlegesek a tetraéder egyik élére, és átmennek a szemben fekvő él felezőpontján. A magasságpontos tetraéderekben ez a pont a magasságpont, ezért ezeket a tetraédereket ortocentrikusnak is nevezik.
A Monge-pontból bármely lapra bocsátott merőleges a lapot annak abban a pontjában döfi, amely felezi a lap magasságpontját és a szemközti csúcsból bocsátott magasság talppontját összekötő szakaszt.
A csúcsot a szemben levő lap súlypontjával összekötő szakaszok a tetraéder mediánjai. A szemben futó élek felezőpontjait összekötő szakaszok a bimediánok. Egy tetraédernek négy mediánja és három bimediánja van. Mindezek a tetraéder súlypontjában találkoznak. Ez felezi a Monge-pont és a körülírt gömb középpontja közötti szakaszt. Ezek definiálják a tetraéder Euler-egyenesét, ami megfelel a háromszög Euler-egyenesének.
A háromszög kilenc pontos körének a középtetraéder körülírt gömbje felel meg, ami tizenkét nevezetes pontot tartalmaz. Ezek: a lapok súlypontjai; a négy Euler-pont, amelyek a Monge-pont és a csúcsok közötti szakaszokat harmadolják; és az Euler-pontokból az adott Euler-pont konstrukciójában részt nem vevő lapra bocsátott merőlegesek talppontjai.
A tizenkét pontos gömb középpontját rendszerint T-vel jelölik. Ez szintén az Euler-egyenesen található. A Monge-pont és a körülírt gömb szakaszának harmadánál van. A T-ből valamelyik lapra bocsátott merőleges egy síkban van a következő két egyenessel, és egyenlő távolságban van tőlük. Az egyik a megfelelő Euler-pontból bocsátott merőleges, a másik az adott lap súlypontjában állított merőleges. Sőt, a tetraéder minden lapjára T a megfelelő Euler-pont és a lap magasságpontja között félúton helyezkedik el.
A tizenkét pontos gömb sugara harmada a tetraéder köré írt gömb sugarának.
A tetraéder lapjai által bezárt szögek közötti kapcsolatot ez a determináns adja meg:
{\displaystyle {\begin{vmatrix}-1&\cos {(\alpha _{12})}&\cos {(\alpha _{13})}&\cos {(\alpha _{14})}\\\cos {(\alpha _{12})}&-1&\cos {(\alpha _{23})}&\cos {(\alpha _{24})}\\\cos {(\alpha _{13})}&\cos {(\alpha _{23})}&-1&\cos {(\alpha _{34})}\\\cos {(\alpha _{14})}&\cos {(\alpha _{24})}&\cos {(\alpha _{34})}&-1\\\end{vmatrix}}=0\,}
ahol {\displaystyle \alpha _{ij}} az i és j lapok szöge.

### Szinusztétel
A szinusztétel következményeként, ha egy általános értelemben vett tetraéder csúcsai O, A, B és C, akkor
{\displaystyle \sin \angle OAB\cdot \sin \angle OBC\cdot \sin \angle OCA=\sin \angle OAC\cdot \sin \angle OCB\cdot \sin \angle OBA.\,}
Az egyenlet tekinthető az óramutató járása és az azzal ellentétes irány megfeleltetésének.
Bármelyik csúcs behelyettesíthető az O csúcsnak, de az így kapott egyenletek közül legfeljebb csak három független. Ha összeszorozzuk az egyenleteket, és kiegyszerűsítjük belőlük a közös tényezőket, akkor a negyedik egyenletet kapjuk.
Tudjuk, hogy három szög akkor és csak akkor szögei egy háromszögnek, ha összegük 180 fok. Egy tetraéder négy lapjára alkalmazva a szabadságfok 12-ről 8-ra csökken. A fenti egyenletek további megkötéseket jelentenek, így a tetraéder szabadsági foka 5-re csökken, mert az egyenletek között csak három független. Így a tetraéderek tere hasonlóság erejéig 5 dimenziós.

### Tetraéder kontra tetraéder

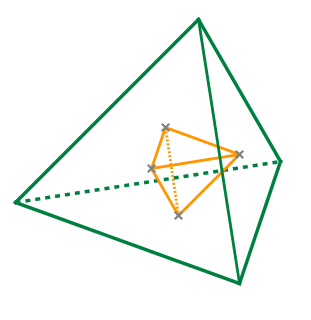
Tetraéder duális tetraéderével

A tetraéder duálisa is tetraéder, ezért önduálisnak tekintik. A duális tetraéder élhossza az eredeti harmada.
A két tetraéderrel további poliéderek konstruálhatók, amelyeknek szintén a tetraédercsoport a szimmetriacsoportja:
- Csonkított tetraéder négy háromszög és négy hatszöglappal
- Oktaéder mint két tetraéder metszete. Szimmetriacsoportjának valódi részcsoportja a tetraédercsoport.
- Csillagtetraéder két tetraéder egyesítéseként
- Kocka, ami a csillagtetraéder konvex burka. Szimmetriacsoportjának valódi részcsoportja a tetraédercsoport.

A szabályos tetraéderrel és a szabályos oktaéderrel együtt kitölthető a tér, amire a két test közül egyedül egyik sem alkalmas. Két tetraéder és egy oktaéder egyesítése romboédert ad, ami egy kristályrács elemi cellája. Ismertek néhány nem szabályos tetraéder arányai, amelyekkel a térkitöltés elvégezhető, de ez a lista még nem teljes. Sőt, ha eltekintünk attól, hogy a kitöltésre használt tetraédereknek hasonlóknak kell lenniük, akkor még sokféle térkitöltés állítható elő, például az oktaéder vagy a kocka felosztásával.
A tetraéderen végzett csonkítási sorozat uniform poliéderek egy sorozatát adja. Az élek első levágása rektifikált tetraédert, vagyis oktaédert ad. A folyamat birektifikációval ér véget, ahol az eredeti lapok pontokká zsugorodnak, és a duális tetraéderbe mennek át.
| Szimmetria: tetraéderes [3,3], (*332) | Szimmetria: tetraéderes [3,3], (*332) | Szimmetria: tetraéderes [3,3], (*332) | Szimmetria: tetraéderes [3,3], (*332) | Szimmetria: tetraéderes [3,3], (*332) | Szimmetria: tetraéderes [3,3], (*332) | Szimmetria: tetraéderes [3,3], (*332) | [3,3]+, (332) |
| ------------------------------------- | ------------------------------------- | ------------------------------------- | ------------------------------------- | ------------------------------------- | ------------------------------------- | ------------------------------------- | ------------- |
|                                       |                                       |                                       |                                       |                                       |                                       |                                       |               |
| {3,3}                                 | t{3,3}                                | r{3,3}                                | t{3,3}                                | {3,3}                                 | rr{3,3}                               | tr{3,3}                               | sr{3,3}       |
| Duális testek                         |                                       |                                       |                                       |                                       |                                       |                                       |               |
|                                       |                                       |                                       |                                       |                                       |                                       |                                       |               |
| V3.3.3                                | V3.6.6                                | V3.3.3.3                              | V3.6.6                                | V3.3.3                                | V3.4.3.4                              | V4.6.6                                | V3.3.3.3.3    |

### Kapcsolatai más poliéderekkel
A tetraéder kockába írható úgy, hogy csúcsai a kocka csúcsaira, élei a kocka lapátlóira illeszkednek. A kocka csúcsai közül minden második lesz a tetraéder csúcsa, így a kocka csúcsai kétfelé particionálhatók aszerint, hogy a két tetraéder közül melyiknek csúcsai. A befoglaló kocka térfogatza háromszorosa a tetraédernek. Emellett a szabályos tetraéder mellett még négy nem szabályos tetraéder is keletkezik. Megfordítva, egy kockát nem lehet ötnél kevesebb tetraéderre bontani.
Duálisan, a tetraéder oktaéderbe írható úgy, hogy az oktaéder lapjai közül négy a tetraéder lapjainak része, és az oktaéder csúcsai a tetraéder élfelezői. Az oktaéder lapjai a kocka csúcsaihoz hasonlóan particionálhatók.
Jelölje a kocka egyik lapjának csúcsait A, B, C, D, a szemközti csúcsokat pedig rendre E, F, G és H! Ekkor A, C, F és H, valamint B, D, E és G egy-egy tetraéder csúcsai. A kockát Descartes-koordináta-rendszerbe ágyazhatjuk úgy, hogy az egyik tetraéder csúcsai A(1,1,–1), C(–1,–1,–1), F(–1,1,1) és H(1,–1,1). A tetraéder élei AC, AF, AH, CF, CH és FH, lapjai ACF, ACH, AFH és CFH.
A másik tetraéder csúcsai B(–1,1,–1), D(1,–1,–1), E(1,1,1) és G(–1,–1,1).
A két tetraéder metszete az (1,0,0), (–1,0,0), (0,1,0) (0,–1,0), (0,0,1) és (0,0,–1) pontok által meghatározott oktaéder. Egyesítésük csillagtetraéder, amelynek csúcsai éppen a kocka csúcsai, így konvex burka a kiindulási kocka. A metszetként előálló oktaéder a tetraéderek rektifikáltja.
Az öt kockából álló összetett poliéderbe írt tetraéderek további két összetett poliédert adnak, az öt tetraédert és a tíz tetraédert.
A tetraéder általánosságban is háromszög alapú gúla.
| Tetraéder | Négyzet alapú gúla | Ötszög alapú gúla | Hatszög alapú gúla |
| --------- | ------------------ | ----------------- | ------------------ |
|           |                    |                   |                    |

A tetraéder tekinthető antiprizmának, ahol az alapok éllé fajultak el.
| 2                  | 3              | 4              | 5               | 6               | 7               | 8               | 9               | 10               | 11               | 12               | n               |
| s{2,4} sr{2,2}     | s{2,6} sr{2,3} | s{2,8} sr{2,4} | s{2,10} sr{2,5} | s{2,12} sr{2,6} | s{2,14} sr{2,7} | s{2,16} sr{2,8} | s{2,18} sr{2,9} | s{2,20} sr{2,10} | s{2,22} sr{2,11} | s{2,24} sr{2,12} | s{2,2n} sr{2,n} |
| ------------------ | -------------- | -------------- | --------------- | --------------- | --------------- | --------------- | --------------- | ---------------- | ---------------- | ---------------- | --------------- |
|                    |                |                |                 |                 |                 |                 |                 |                  |                  |                  |                 |
| Gömbi poliéderként |                |                |                 |                 |                 |                 |                 |                  |                  |                  |                 |
|                    |                |                |                 |                 |                 |                 |                 |                  |                  |                  |                 |

A tetraéder elfajult trapezoédernek is tekinthető. Ebben a felfogásban 6 csúcsú, digonális trapezoéder, ahol az egyenlítői pontok egybeesnek.
| 2                    | 3 | 4 | 5 | 6 | 7 | 8 | 9 | 10 | 11 | 12 | ... |  |
|                      |   |   |   |   |   |   |   |    |    |    |     |  |
| Gömbi poliéderekként |   |   |   |   |   |   |   |    |    |    |     |  |
|                      |   |   |   |   |   |   |   |    |    |    |     |  |

A tetraéder a {3,n} Shläfli-szimbólummal jellemezhető poliéderek és parkettázások sorozatába is beletartozik:
| Véges | Véges | Véges | Véges | Euklideszi | kompakt hiperbolikus | kompakt hiperbolikus | kompakt hiperbolikus | kompakt hiperbolikus | Parakompakt |
| ----- | ----- | ----- | ----- | ---------- | -------------------- | -------------------- | -------------------- | -------------------- | ----------- |
| {3,2} | {3,3} | {3,4} | {3,5} | {3,6}      | {3,7}                | {3,8}                | {3,9}                | ...                  | (3,∞)       |

A tetraéder topológiai kapcsolatban áll a 3-csúcsalakzatú gömbi poliéderekkel és parkettázásokkal:
| Gömbi poliéderek | Szabályos poliéderek | Szabályos poliéderek | Szabályos poliéderek | Euklideszi | Hiperbolikus parketták | Hiperbolikus parketták | Hiperbolikus parketták | Hiperbolikus parketták |
| ---------------- | -------------------- | -------------------- | -------------------- | ---------- | ---------------------- | ---------------------- | ---------------------- | ---------------------- |
| {2,3}            | {3,3}                | {4,3}                | {5,3}                | {6,3}      | {7,3}                  | {8,3}                  | ...                    | (∞,3)                  |

Összetett poliéderek:

Két tetraéder egy kockában
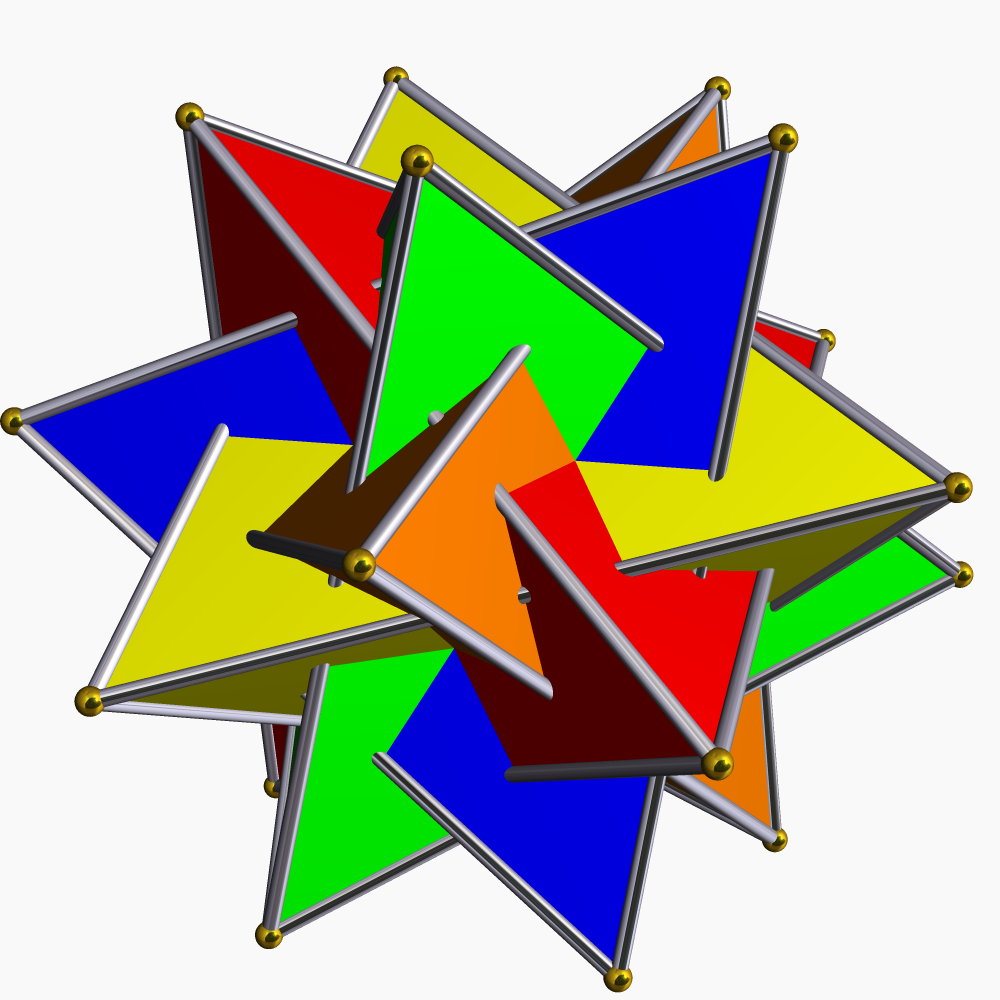
Öt tetraéder
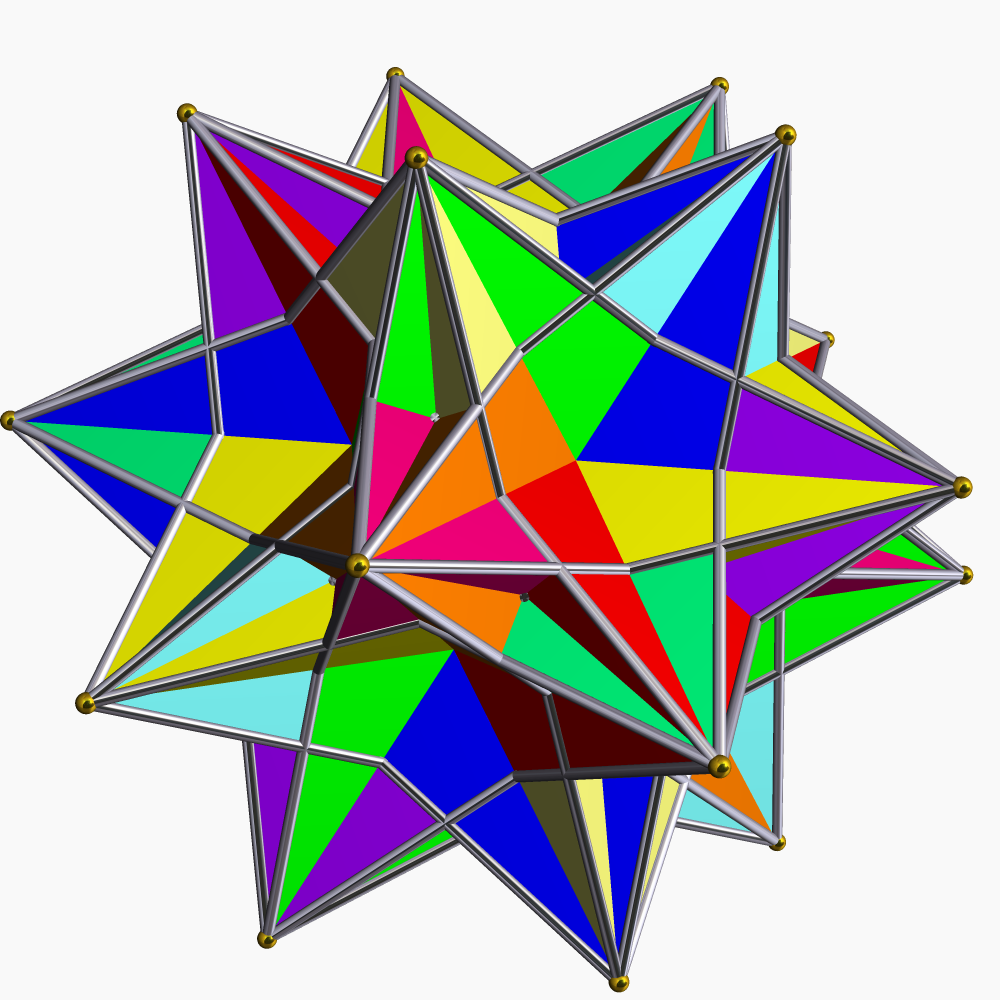
Tíz tetraéder

Az öt tetraéder évszázadok óta ismert összetett test. Az origamiban gyakori alakzat. Konvex burka dodekaéder. Királis, ismert jobbos és balos változata, amelyek tükörképei és duálisai egymásnak.

### Merőleges vetületei
A szabályos tetraédernek két speciális merőleges vetülete van, egy csúcs, vagy ekvivalensen, lap középpontú, és egy élközéppontú. Az első megfelel az A2 Coxeter-síknak.
| Közepe:              | Lap/csúcs | Él  |
| -------------------- | --------- | --- |
| Kép                  |           |     |
| Projektív szimmetria | [3]       | [4] |

## Más speciális tetraéderek

A tetraédercsoport részcsoportjai

Az egyenlő szárú tetraéder, vagy diszfenoid lapjai egybevágó háromszögek. A térkitöltő tetraéder egybevágó másolataival kitölthető a tér. Ötfogású szimmetriái vannak az Almássy-féle ikozaéder szabályos tetraéder alakú üregei által alkotott végtelen nagyságú térszerkezetnek.
A háromszorosan derékszögű tetraéder egy csúcsnál levő lapjai derékszögű háromszögek. Ha minden szemközti élpár tagjai merőlegesek egymásra, akkor a tetraéder ortocentrikus, avagy magasságpontos. Ha csak egy élpár merőleges, akkor a tetraéder szemiortocentrikus. Az izodinamikus tetraéderben a csúcsokat a szemközti lap beírt körének középpontjával összekötő egyenesek egy ponton mennek át. Az izogonális tetraéderben ugyanez teljesül a csúcsok és a tetraéder beírt gömbjének középpontjára.

### A különböző tetraéderek szimmetriái
A különböző tetraéderek szimmetriái függenek a tetraéder tulajdonságaitól. Eszerint 7 eset lehetséges. Mindegyik csoport 3 dimenziós pontcsoport. Jelölt lapok vagy élek esetén két másik izometria létezik, (C3, [3]+), és (S4, [2+,4+]). Az alábbi diagramok magukban foglalják az összes típust, ahol az egyenlő élek azonos színűek, és a szürke élek mind különböző hosszúak.
| A tetraéder típuisa                                           | A tetraéder típuisa                            | A tetraéder típuisa                            | A tetraéder típuisa                            | Él ekvivalencia diagram | Leírás |
| Szimmetria                                                    | Szimmetria                                     | Szimmetria                                     | Szimmetria                                     | Él ekvivalencia diagram | Leírás |
| Schön.                                                        | Cox.                                           | Orb.                                           | Szimmetriarend                                 | Él ekvivalencia diagram | Leírás |
| ------------------------------------------------------------- | ---------------------------------------------- | ---------------------------------------------- | ---------------------------------------------- | ----------------------- | --- |
| Szabályos tetraéder                                           | Szabályos tetraéder                            | Szabályos tetraéder                            | Szabályos tetraéder                            |                         | Négy egyenlő oldalú háromszögSzimmetriacsoportja Td, ami izomorf az S4 szimmetriacsoporttal. |
| Td T                                                          | [3,3] +                                        | *332 332                                       | 24 12                                          |                         | Négy egyenlő oldalú háromszögSzimmetriacsoportja Td, ami izomorf az S4 szimmetriacsoporttal. |
| Egyenlő oldalú háromszög alapú gúla                           | Egyenlő oldalú háromszög alapú gúla            | Egyenlő oldalú háromszög alapú gúla            | Egyenlő oldalú háromszög alapú gúla            |                         | Egy egyenlő oldalú alap, és három egyenlő szárú oldallap Egybevágóságainak száma 6, ami az alap 6 egybevágóságának felel meg. A csúcsokon végzett hatásuk szerint ez 1, (123), (132), (12), (13) és (23), ami a C3v, csoport, ami izomorf az S3 szimmetrikus csoporttal.                             |
| C3v C3                                                        | [3] +                                          | *33 33                                         | 6 3                                            |                         | Egy egyenlő oldalú alap, és három egyenlő szárú oldallap Egybevágóságainak száma 6, ami az alap 6 egybevágóságának felel meg. A csúcsokon végzett hatásuk szerint ez 1, (123), (132), (12), (13) és (23), ami a C3v, csoport, ami izomorf az S3 szimmetrikus csoporttal.                             |
| Tükrözött szfenoid                                            | Tükrözött szfenoid                             | Tükrözött szfenoid                             | Tükrözött szfenoid                             |                         | Két egybevágó háromszög közös alappal Páronként ezek az élek egyenlők: (1,3), (1,4) és (2,3), (2,4) és a többi él hosszai különbözőek. Két egybevágósága van, 1 és a (34) tükrözés, ami a Cs, és ami izomorf a Z2 ciklikus csoporttal.                                                               |
| Cs =C1h =C1v                                                  | [ ]                                            | *                                              | 2                                              |                         | Két egybevágó háromszög közös alappal Páronként ezek az élek egyenlők: (1,3), (1,4) és (2,3), (2,4) és a többi él hosszai különbözőek. Két egybevágósága van, 1 és a (34) tükrözés, ami a Cs, és ami izomorf a Z2 ciklikus csoporttal.                                                               |
| Szabálytalan tetraéder (Nincsenek szimmetriák)                | Szabálytalan tetraéder (Nincsenek szimmetriák) | Szabálytalan tetraéder (Nincsenek szimmetriák) | Szabálytalan tetraéder (Nincsenek szimmetriák) |                         | Négy általános háromszögSzimmetriacsoportja csak az identitást tartalmazza. Ezt az egy elemű csoport. |
| C1                                                            | [ ]+                                           | 1                                              | 1                                              |                         | Négy általános háromszögSzimmetriacsoportja csak az identitást tartalmazza. Ezt az egy elemű csoport. |
| Diszfenoidok (Négy egybevágó háromszöglap)                    |                                                |                                                |                                                |                         | |
| Tetragonális diszfenoid                                       | Tetragonális diszfenoid                        | Tetragonális diszfenoid                        | Tetragonális diszfenoid                        |                         | Négy egyenlő szárú háromszögEgybevágóságainak száma 8. Ha az (1,2) és a (3,4) élek hossza eltér a többiétől, akkor ezek: az 1 identitás, az (12) and (34) tükrözések, a (12)(34), (13)(24), (14)(23) 180°-os forgatások, és az (1234) és (1432) 90°-os forgatások, amelyek a D2d csoportot alkotják. |
| D2d S4                                                        | [2+,4] [2+,4+]                                 | 2*2 2×                                         | 8 4                                            |                         | Négy egyenlő szárú háromszögEgybevágóságainak száma 8. Ha az (1,2) és a (3,4) élek hossza eltér a többiétől, akkor ezek: az 1 identitás, az (12) and (34) tükrözések, a (12)(34), (13)(24), (14)(23) 180°-os forgatások, és az (1234) és (1432) 90°-os forgatások, amelyek a D2d csoportot alkotják. |
| Rombikus diszfenoid                                           | Rombikus diszfenoid                            | Rombikus diszfenoid                            | Rombikus diszfenoid                            |                         | Négy egyenlő alapú háromszögEgybevágóságainak száma 4. Ezek: 1 és az (12)(34), (13)(24), (14)(23) 180°-os forgatások. Ezek Klein-csoportot alkotnak, amit jelölhetV4 vagy Z2², és a D2 pontcsoport prezentálja.                                                                                      |
| D2                                                            | [2,2]+                                         | 222                                            | 4                                              |                         | Négy egyenlő alapú háromszögEgybevágóságainak száma 4. Ezek: 1 és az (12)(34), (13)(24), (14)(23) 180°-os forgatások. Ezek Klein-csoportot alkotnak, amit jelölhetV4 vagy Z2², és a D2 pontcsoport prezentálja.                                                                                      |
| Általánosított diszfenoidok (páronként egybevágó háromszögek) |                                                |                                                |                                                |                         | |
| Digonális diszfenoid                                          | Digonális diszfenoid                           | Digonális diszfenoid                           | Digonális diszfenoid                           |                         | Kétszer két egyenlő szárú háromszögEszerint az (1,2) és a (3,4) szemben fekvő élek merőlegesek, de különböző hosszúak, így a 4 egybevágóság az 1, az (12) és a (34) tükrözések, meg az (12)(34) 180°-os forgatás. Szimmetriacsoportja C2v, ami izomorf a V4 Klein csoporttal.                        |
| C2v =D1h                                                      | [2]                                            | *22                                            | 4                                              |                         | Kétszer két egyenlő szárú háromszögEszerint az (1,2) és a (3,4) szemben fekvő élek merőlegesek, de különböző hosszúak, így a 4 egybevágóság az 1, az (12) és a (34) tükrözések, meg az (12)(34) 180°-os forgatás. Szimmetriacsoportja C2v, ami izomorf a V4 Klein csoporttal.                        |
| Fillikus diszfenoid                                           | Fillikus diszfenoid                            | Fillikus diszfenoid                            | Fillikus diszfenoid                            |                         | Kétszer két egyenlő alapú egybevágó háromszögekKétszer két egyenlő hosszú éle van: (1,3), (2,4) és (1,4), (2,3), egyébként az élhosszak különbözőek. A két egybevágóság 1 és az (12)(34) forgatás, ami a C2 csoportot alkotja, ami izomorf a Z2 ciklikus csoporttal.                                 |
| C2 =D1                                                        | [2]+                                           | 22                                             | 2                                              |                         | Kétszer két egyenlő alapú egybevágó háromszögekKétszer két egyenlő hosszú éle van: (1,3), (2,4) és (1,4), (2,3), egyébként az élhosszak különbözőek. A két egybevágóság 1 és az (12)(34) forgatás, ami a C2 csoportot alkotja, ami izomorf a Z2 ciklikus csoporttal.                                 |

## Általánosításai
A tetraéder n dimenziós analogonjait n dimenziós szimplexnek nevezzük. Az n dimenziós szimplexnek n + 1 csúcsa, és n + 1 n - 1 dimenziós szimplex lapja van. A nulla dimenziós szimplex pont, az egy dimenziós szakasz, a két dimenziós háromszög. A négy dimenziós szimplexnek 5 csúcsa, 10 éle, 10 síklapja és 5 térlapja van.
A szabályos n dimenziós szimplex a koordináta-rendszerben megadható a következőképpen:
{\displaystyle \{x\in \mathbb {R} ^{n+1}\mid \sum _{i=0}^{n}x_{i}=x_{0}+x_{1}+\ldots +x_{n}=1\ \land \ \forall i:\ x_{i}\geq 0\}}
Például {\displaystyle n=2}-re egy egyenlő oldalú háromszög adódik, amit a térben az {\displaystyle (1,0,0);\,(0,1,0);\,(0,0,1)} pontok feszítenek ki.

## Előfordulása, alkalmazásai

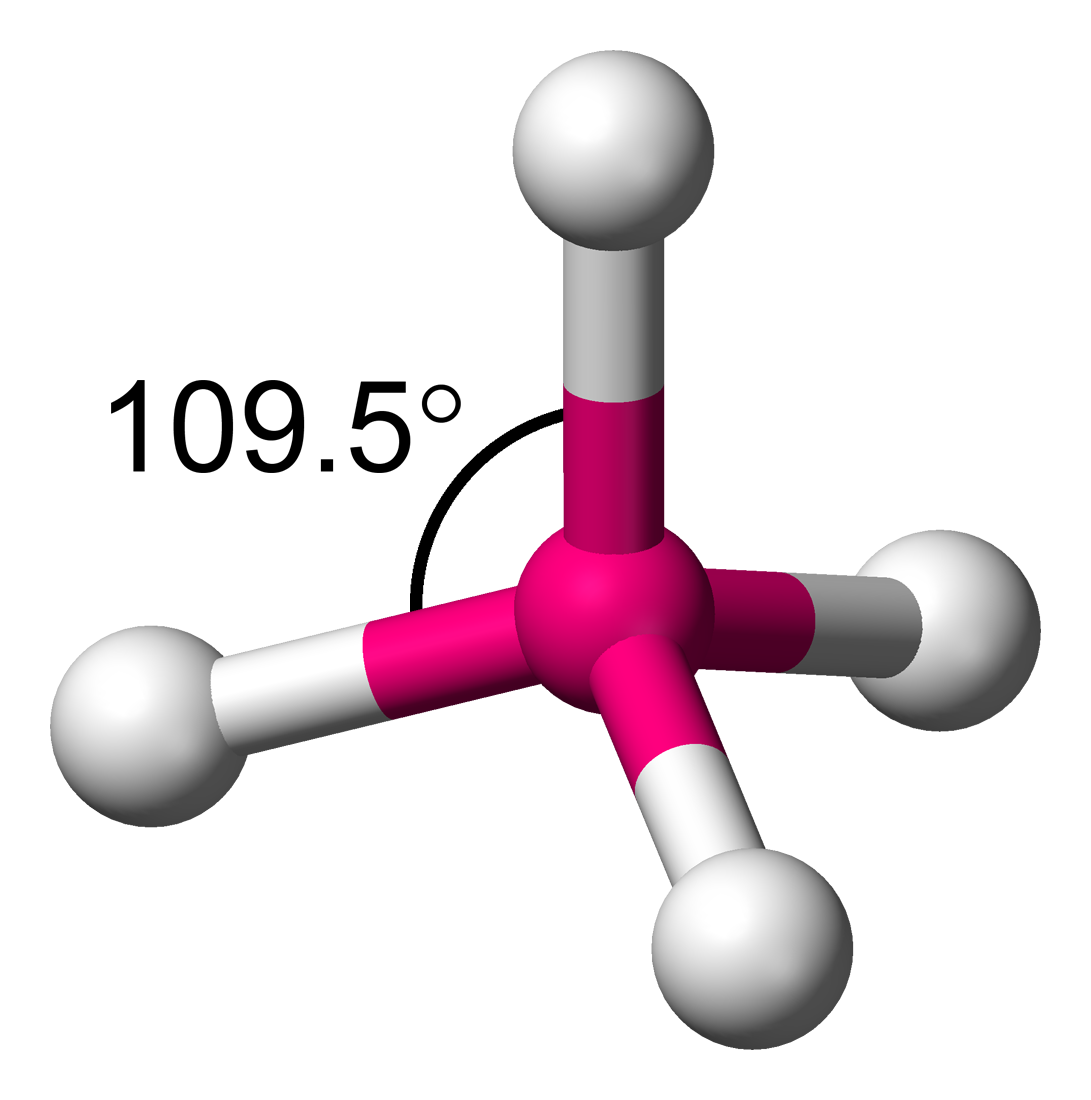
Molekula tetraéderszögekkel

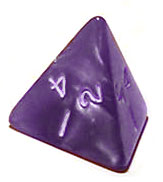
A tetraéder, mint dobókocka (K4)

Habár önmagában nem tölthető ki vele a tér, a tetraéder megjelenik a köbös kristályrendszerben.
A kémiában a tetraéder nagy szerepet játszik a kötésszögek és a molekulák alakjának meghatározásában. Az egyszerűbb molekulák alakja modellezhető a VSEPR-modellel. A metánmolekulában és az ammóniumionban a középponti atomhoz képest úgy helyezkednek el a hidrogénatomok, hogy minél messzebb kerüljenek egymástól. A gyémántrácsban a szénatomok tetraéderesen helyezkednek el, minden atomot négy másik vesz körül. A vízmolekulában a kötésszögek szintén a tetraéderszöghöz közelítenek, de ez némileg eltorzul, mert a nem kötő elektronpárok jobban taszítják egymást, mint a kötésben levő hidrogének. Általában, az sp³ szerkezetű atomokat tetraéderszögben veszik körbe a kötésben részt vevő többi atomok. Mindezek miatt az egyik szerves kémiával foglalkozó vezető lap Tetrahedron címmel jelenik meg.
A numerikus analízisben a bonyolult térbeli alakzatokat általános értelemben vett tetraéderekre bontják, vagy tetraéderhálóval közelítik. A hálót a végeselem módszer használja például a parciális differenciálegyenletek megoldására. A módszert sokféle célra használják, például alkalmazzák a következők: folyadékok dinamikája, aerodinamika, elektromágneses mezők, mérnökség, és rokon területeik.
Ha hat ellenállást egy szabályos tetraéder éleire helyezünk, akkor bármely két csúcs között fele akkora lesz az ellenállás, mint amiket az élekre helyeztünk.
Mivel a szilícium is négy vegyértékű, és a leggyakrabban használt félvezető, ezért a tetraéderes kötésszögeket figyelembe kell venni a tervezésben.
A Tetra Packot is az eredetileg tetraéder alakú csomagolásról nevezték el.
Az i. e. 2600 körülről származó Úr királyi játékot tetraéder dobókockákkal játszották.
A Pyraminx és a Pyramorphix Rubik-kockához hasonlóan forgatható tetraéderek.
Szerepjátékokban használnak tetraédert dobókockaként (K4).
A Nintendo által kiadott The Legend of Zeldában a Triforce egy tetraéderháló.
A színterekben a konverziós algoritmusokban tetraédert használnak, ha a színtengely átlósan osztja ketté a színteret. Példa: RGB, és CMY.).
A geológiában a földrészek vándorlásának elfogadása előtt William Lowthian Green a tetraéderelmélettel magyarázta a földrészek elhelyezkedését. Az elmélet a 20. század elején volt népszerű.
Martina Schettina osztrák művész fénycsövekből épített tetraéderét 2010-ben mutatták be a fény művészetének biennáléján Ausztriában.
A Mudvayne The End of All Things to Come albumának borítóján egy tetraéder szerepel, és fekete lángok ölelik körül.
Stanley Kubrick Marvin Minsky javaslatára az Űrodüsszeiában egy monolitot eredetileg tetraéder alakúnak tervezett. Mivel azonban egy látogatója nem ismerte fel az alakzatot, elvetette az ötletet.
A Futurama 6. évadának 15. fejezetében a Planet Express legénysége egy Bermuda tetraéder néven ismert övezeten halad át. Ez arról nevezetes, hogy több űrhajó is eltűnt itt, köztük az első Planet Express is.
A 2013-as Oblivion filmben a Tet egy hatalmas tetraéder alakú műhold.
A tetraéder a háromszöghöz hasonlóan merev. Emiatt gyakran tetraéder szerkezetekkel merevítenek építményeket.
Egyes repülőtereken egy tetraéder alakú, két oldalról bevont keret jelzi a szél irányát. Elég nagy ahhoz, hogy a levegőből is látni lehessen, és néha ki is világítják. A pilóták innen látják, hogy merre fúj a szél.
További eszközök a középpontból a tetraéder csúcsaihoz húzott szakaszokat mutatják:
- Tetrapodok, a tengerparton használt hullámtörők
- A vassulyom ókori találmány, ami a középkorban terjedt el a lovagok rohamának megfékezésére. Alakja miatt akárhogy dobják, mindig három lábon áll meg, és a negyedik lába felfelé mered.[20] Ma autók ellen veti be a rendőrség és a hadsereg.

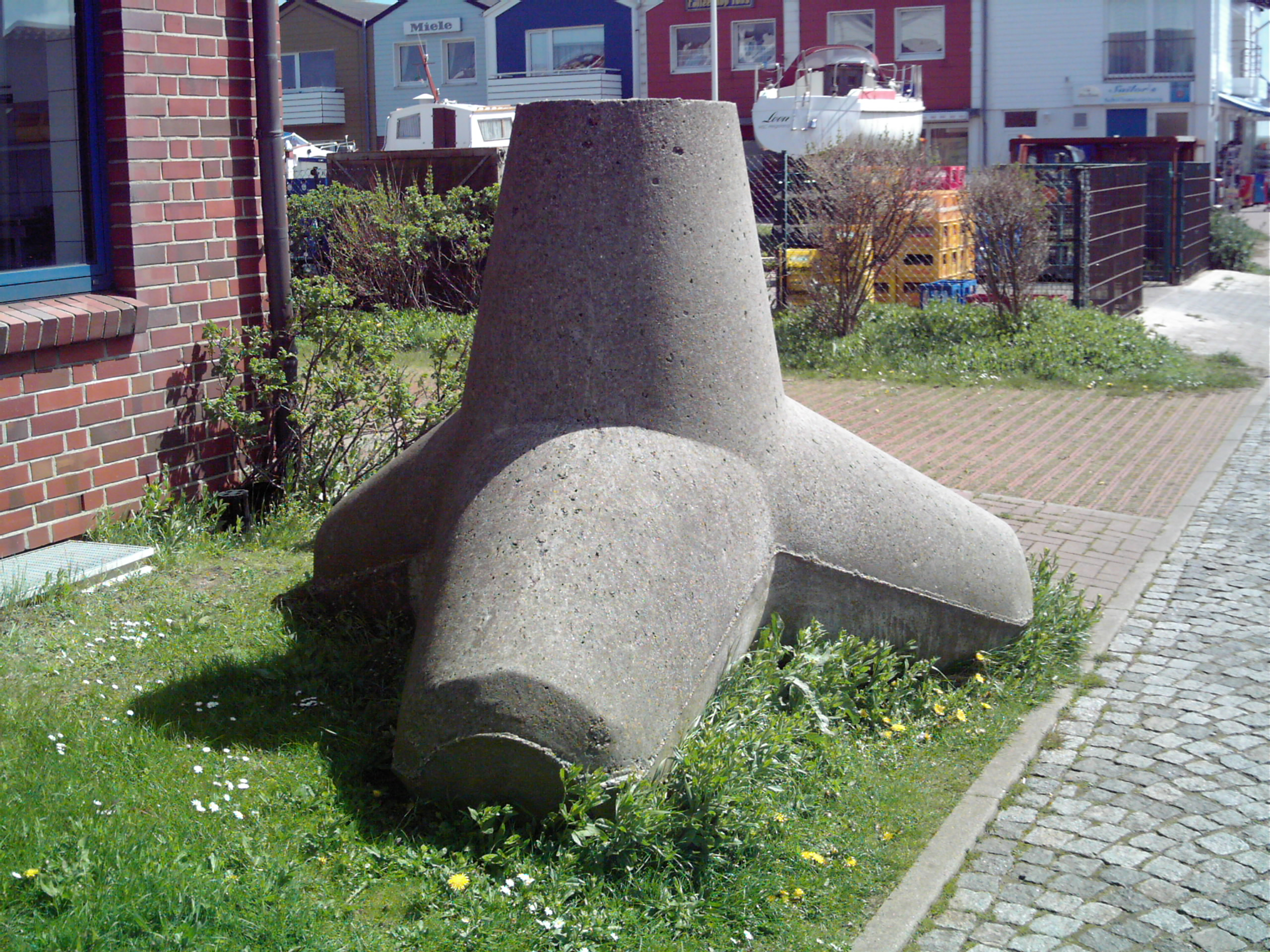
Beton tetrapod Helgolandban
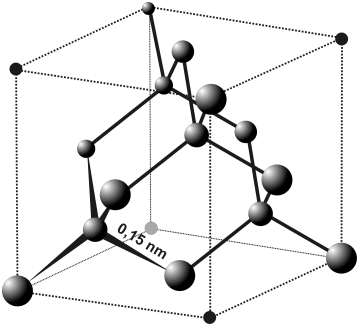
A gyémántrács elemi cellája
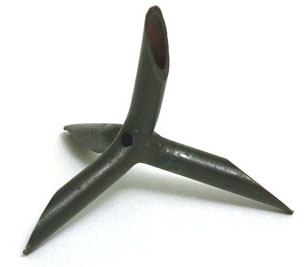
Az Office of Strategic Services által használt vassulyom
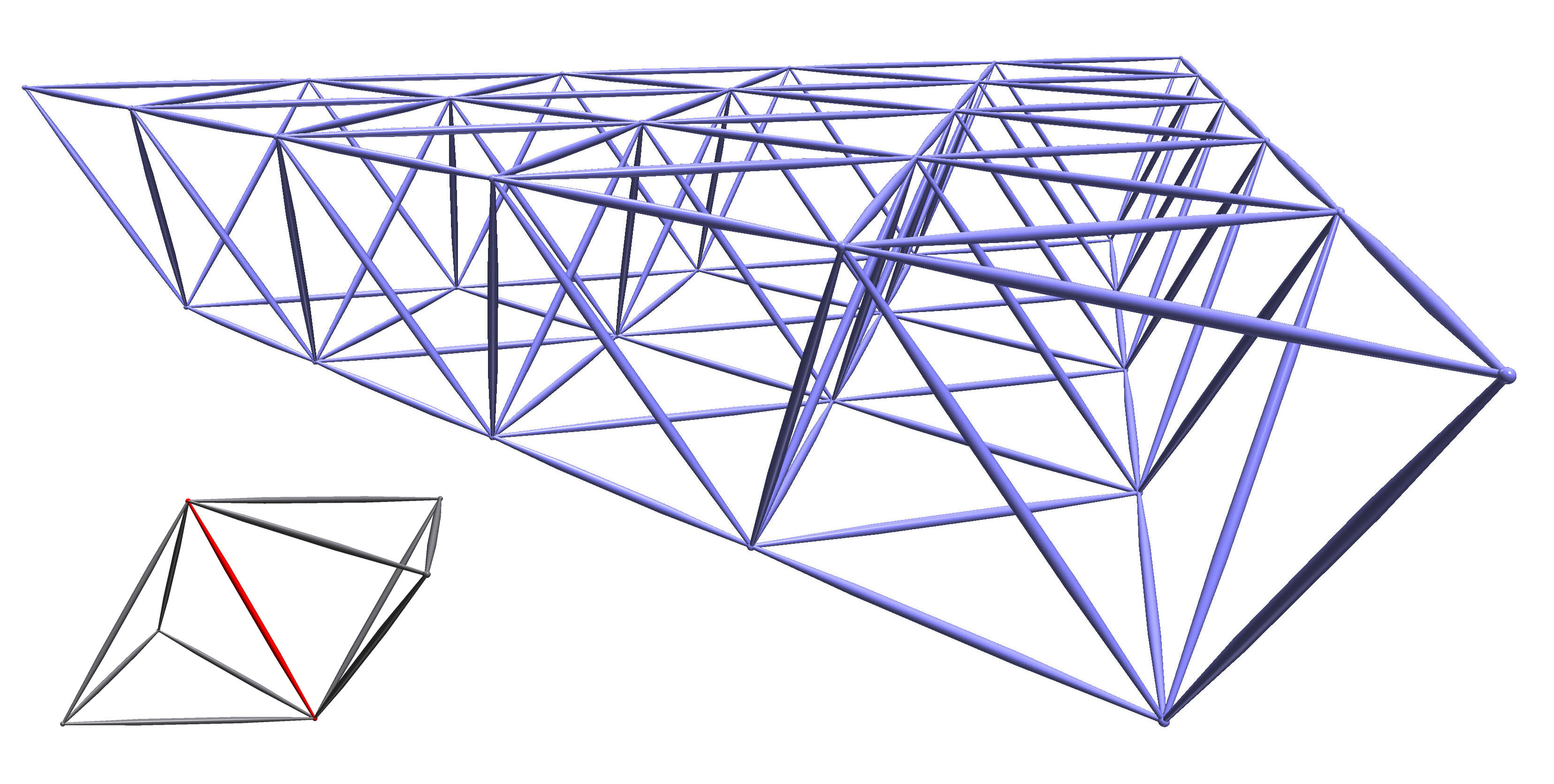
Térszerkezet tetraéderekből

## Fordítás
- Ez a szócikk részben vagy egészben  a   Tetraeder című német Wikipédia-szócikk fordításán alapul.  Az eredeti cikk szerkesztőit annak laptörténete sorolja fel. Ez a jelzés csupán a megfogalmazás eredetét és a szerzői jogokat jelzi, nem szolgál a cikkben szereplő információk forrásmegjelöléseként.
- Ez a szócikk részben vagy egészben  a   Tetrahedron című angol Wikipédia-szócikk fordításán alapul.  Az eredeti cikk szerkesztőit annak laptörténete sorolja fel. Ez a jelzés csupán a megfogalmazás eredetét és a szerzői jogokat jelzi, nem szolgál a cikkben szereplő információk forrásmegjelöléseként.